# Escudo de Toronto
El escudo de Toronto (Ontario, Canadá) fue diseñado por el Heraldo Jefe de Canadá, Robert Watt, en 1998. Se creó a raíz de la fusión de la ciudad de Toronto con las localidades vecinas de Etobicoke, York, North York, Scarborough y East York.
Para realizar el escudo, se repartió un cuestionario a la población sobre los símbolos que les gustaría incluir en el escudo. Éste se distribuyó por los centros cívicos municipales de la Ciudad, miembros del consejo, bibliotecas, centros sociales, etc. Además estuvo en el sitio web de la Ciudad de Toronto durante el mes de julio de 1998. En total se recibieron más de 1.100 respuestas, que el Heraldo Jefe de Canadá se encargó de sintetizar en un escudo totalmente nuevo.
Finalmente, el consejo aprobó el nuevo diseño el 30 de octubre de 1998.
El escudo es descrito en la heráldica: de oro, al palo y al jefe de azur. Los soportes son un castor y un oso pardo, y la cimera es un águila real. El lema es Diversity Our Strength (Diversidad nuestra fuerza).